# Autostrada M60 (Węgry)
Autostrada M60 (węg. M60 autópálya) – budowana autostrada na Węgrzech. Autostrada będzie biegła od autostrady M6 w okolicach miejscowości Bóly do Pécs, a w przyszłości także do Szentlőrinc.
Budowę rozpoczęto w listopadzie 2007 roku. Fragment od M6 do Pécs został oddany do użytku 31 marca 2010 r. (łącznie z oddaniem do użytku M6). Dzięki temu możliwy jest bezpośredni przejazd z Pécs do Budapesztu autostradami. Pozostała część trasy jest w trakcie projektowania.